# Římskokatolická farnost Kopisty u Mostu
Římskokatolická farnost Kopisty u Mostu je zaniklá církevní správní jednotka sdružující římské katolíky v Kopistech a okolí. Organizačně spadala do krušnohorského vikariátu, který je jedním z deseti vikariátů litoměřické diecéze.

## Historie farnosti
Již roku 1384 byla v místě plebánie. Po roce 1621 došlo k spojení farností Kopisty u Mostu se Souší (původně existovala farnost Souš), přičemž Souš byla inkorporována. Matriky pro Kopisty jsou vedeny od roku 1621, pro Souš od roku 1645. Po roce 1945 sídlil farář v Kopistech.
Farnost existovala do 31. prosince 2012 jako součást mosteckého farního obvodu. Od 1. ledna 2013 zanikla sloučením do farnosti – děkanství Most – in urbe.

### Duchovní správcové vedoucí farnost
Začátek působnosti jmenovaného v duchovní správě farnosti od:
- 1582   Martinus
- 1611   Adalricus Rodicerus
- 1621   Ambrosius Kronos
- 1654   Martinus Bek
- 1670   Ferdinandus Richter
- 1682   Godefriedus Pril
- 1704   Joannes Anton. Sleichert
- 1723   Franciscus C. Laube
- 1736   Franciscus Sauer
- 1740   Carolus Schubert
- 1741   Carolus John
- 1763   Leopold. Kissing, † 28. 10. 1807
- 1807   Ioann. Angel. Stoll, n. 3. 2. 1753 Brüx, o. 23. 9. 1776, † 23. 12. 1823
- 1824   Joann. Horn, n. 26. 6. 1785 Brüx, o. 27. 1. 1808, † 16. 5. 1839
- 1840   Ign. Glaeser, n. 11. 11. 1785 Brüx, o. 30. 8. 1808, † 12. 11. 1860
- 1854     chybí katalog
- 1855   Wenc. Reiss, n. 22. 1. 1807 Reichenberg, o. 5. 8. 1831, † 23. 7. 1874
- 1875   par. vacat, admin. int. Adolph. Klepsch
- 1876   Car. Fischer, n. 22. 8. 1846 Brüx, o. 23. 7. 1870, † 17. 1. 1899
- 1899   par. vacat, admin. Franc. Ehl
- 1900   Anton. Russ, n. 23. 10. 1868 Ugest, o. 17. 7. 1892, † 8. 1. 1952
- 1938   par. vacat, admin. int. Eduard Stolle
- 1. 6. 1941 par. vacat, admin. exc. Coelestinus Otto Bergmeier OFM Cap.
- 28. 2. 1946   Adolf Strasser
- 1. 6.  1976   Pavel Jančík
- 1. 9. 1995 Jan Bečvář
- 1. 8.  1999  Bohuslav Bártek
- 1. 7.  2001   Josef Hurt
- 1. 7   2010 – 31. 12. 2012 Grzegorz Marian Czyżewski, admin. exc.[2]

Kromě kněží stojících v čele farnosti, působili ve farnosti v průběhu její historie i jiní kněží. Většinou pracovali jako farní vikáři, kaplani, katecheté, výpomocní duchovní aj.

## Území farnosti
Do farnosti náleželo území obcí:
- Kopisty (Kopizt)[p 2] s osadami Konobrže (Kummerpusch),[p 2] Pařidla (Paredl)[p 2] a Pláň (Plan)[p 2]
- Růžodol (Rosenthal)[p 2] a místních částí současného města Most obce Souš (Tschausch)[p 2] a Komořany (Kommern);[p 2] a v okrese Most obec Třebušice (Triebschitz)[p 2].

## Římskokatolické sakrální stavby a místa kultu na území farnosti
| | Fotografie      | Stavba                         | Místo           | Bohoslužby      | Zeměpisné souřadnice             | Status                  |                 |
| Zaniklé kostely | Zaniklé kostely | Zaniklé kostely                | Zaniklé kostely | Zaniklé kostely | Zaniklé kostely                  | Zaniklé kostely         | Zaniklé kostely |
| --- | --------------- | ------------------------------ | --------------- | --------------- | -------------------------------- | ----------------------- | --------------- |
| 1. |                 | Kostel sv. Martina             | Souš            | nelze sloužit   | 50°31′50″ s. š., 13°36′40″ v. d. | zbořený farní kostel    |                 |
| 2. |                 | Kostel Nejsvětějšího Těla Páně | Kopisty         | nelze sloužit   | 50°32′54″ s. š., 13°38′20″ v. d. | zbořený filiální kostel |                 |
| Zaniklé kaple |                 |                                |                 |                 |                                  |                         |                 |
| 3. |                 | Kaple Nejsvětější Trojice      | Konobrže        | nelze sloužit   | 50°33′15″ s. š., 13°39′11″ v. d. | zbořená kaple           |                 |
| 4. |                 | Kaple sv. Anny                 | Komořany        | nelze sloužit   | 50°31′36″ s. š., 13°34′23″ v. d. | zbořená kaple           |                 |
| 5. |                 | Kaple Obětování Panny Marie    | Třebušice       | nelze sloužit   |                                  | zbořená kaple           |                 |
| Některé drobné sakrální stavby a pamětihodnosti lze dohledat zde v databázi Drobné sakrální památky Zaniklé sakrální stavby lze dohledat zde v databázi Poškozené a zničené kostely, kaple a synagogy v České republice |                 |                                |                 |                 |                                  |                         |                 |

Ve farnosti se mohou nacházet i další drobné sakrální stavby, místa římskokatolického kultu a pamětihodnosti, které neobsahuje tato tabulka.